# Mircea Dogaru

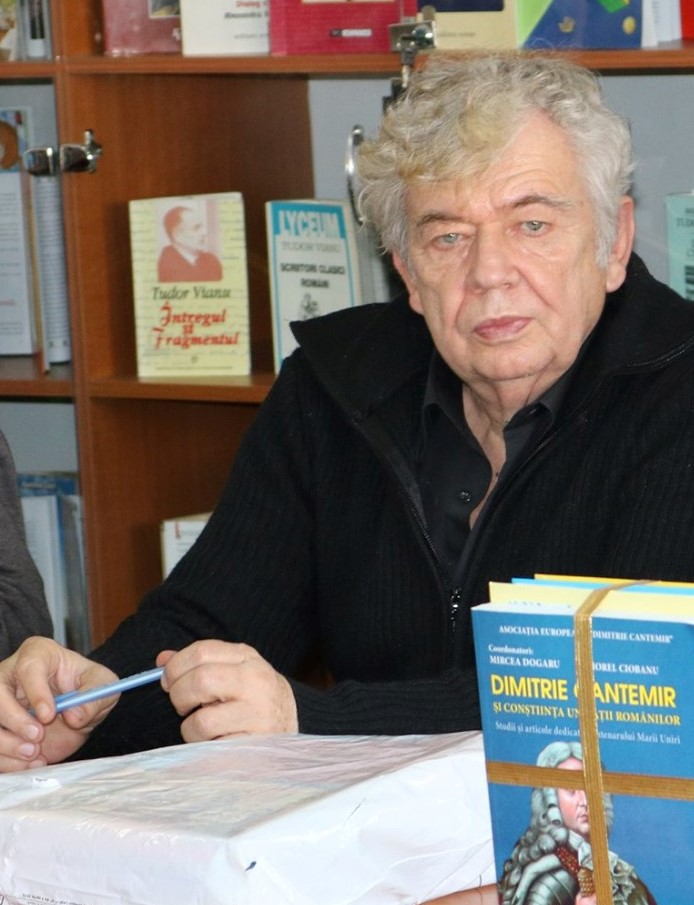
Mircea Dogaru la Biblioteca Județeană „I.A. Bassarabescu” din Giurgiu (2020)

Mircea Dogaru (n. 30 ianuarie 1955, Târgu-Mureș) este un istoric și scriitor român, colonel în rezervă.
A publicat numeroase lucrări pe teme controversate ale istoriografiei românești.

## Biografie
Este absolvent al Facultății de Istorie-Filosofie din București în 1979. Este repartizat ca profesor la Liceul nr. 13 din Capitală însă, în același an, renunță la învățământ în favoarea cercetării. Astfel devine cercetător-științific la Institutul de Istorie și Teorie Militară (1979-1999), specialitatea "Istorie militară antică, medievală și arheologie". Este specialist în istoria UE la Institutul Francez (1997) și în Politici de apărare NATO în Canada (1998).

### Distincții
Obține în 1994 titlul de doctor în istorie militară. În calitate de publicist obține premiul pentru debut în 1984, devenind membru al UZP din 1999. Începând cu anul 2002 este profesor asociat la Facultatea de Istorie, Geografie, Filosofie a Universității Craiova.

## Lucrări
Română
- Românii și maghiarii în Grădina Maicii Domnului, Editura Glykon&Fortuna, București, 2003, ISBN 97386236-1-8 (973-86236-1-8)

- Necunoscuții „Horea”, „Cloșca” și „Crișan”,  Editura Glykon&Fortuna, București, 2003, ISBN 973862360X ( 973-86236-0-X)

- De La Esculeu La Alba Iulia: Un Mileniu De Istorie Româneasca în Cronistica și Istoriografia Ungaro-Germană Hardcover, Comisia Româna de Istorie Militară, Institutul de Istorie și Teorie Militară, ISBN 973320370X (973-32-0370-X)
- Dracula: Mit și Realitate Istorică Hardcover, Editura Ianus Inf, s.r.l., ISBN 9739651011 (973-96510-1-1)
- Dracula, împaratul Răsăritului: Gândirea Politică și Practica Militară în Epoca lui Vlad Țepes.  Tradiție și Originalitate Hardcover, Editura Globus, ISBN 9734900668 (973-49-0066-8)

Engleză
- Mircea Dogaru,  Mihail Zahariade: History of the Romanians (Hardcover), Amco Press Pub, ISBN 973967559X (973-96755-9-X)

## Alte activități
În data de 22 ianuarie 2020, Mircea Dogaru a fost invitat la Biblioteca Județeană „I. A. Bassarabescu” din Giurgiu, unde a avut loc lansarea volumului Dimitrie Cantemir și conștiința unității românilor, o colecție de studii și articole dedicate Centenarului Marii Uniri, volum coordonat de Mircea Dogaru și Viorel Ciobanu.